# HD 44021
HD 44021，又名BD-14 1400，SAO 151346、HR 2268，是一颗恒星，视星等为6.06，位于銀經222.91，銀緯-13.9，其B1900.0坐标为赤經6h 14m 17.1s，赤緯-14° -13.9′ 7″。